# Apollinarij Chrieptowicz-Butieniew
Apollinarij Konstantinowicz Chrieptowicz-Butieniew, ros. Аполлинарий Константинович Хрептович-Бутенев (ur. 18 kwietnia 1879 r. w Bieszenkowiczach w guberni witebskiej, zm. 30 czerwca 1946 r. w Bonny-sur-Loire) – rosyjski urzędnik państwowy, dyplomata, emigrant.
Pochodził z rodu książęcego. Ukończył studia historyczne na Uniwersytecie w Moskwie, a następnie studia rolnicze na uniwersytecie w Halle. Po powrocie do Rosji otrzymał pracę w ministerstwie spraw zagranicznych. Skierowano go do Konstantynopola, gdzie pracował w rosyjskim konsulacie. W 1905 r. objął funkcję drugiego sekretarza ambasady w Tokio. W latach 1909–1911 był sekretarzem ambasady w Londynie. Następnie pracował jako urzędnik w 1 departamencie ministerstwa spraw zagranicznych. Otrzymał tytuł radcy tytularnego. W 1918 r. przyłączył się do Białych. W listopadzie 1920 r. wraz z wojskami Białych został ewakuowany z Krymu do Gallipoli. Na emigracji zamieszkał na krótko w Królestwie SHS. Następnie przyjechał do Austrii. W 1924 r. zamieszkał w Paryżu. W 1936 r. przeniósł się do rodzinnego majątku ziemskiego we wsi Szczorsy koło Nowogródka. Po zajęciu wschodniej części Polski przez Armię Czerwoną jesienią 1939 r., został aresztowany przez NKWD. W 1943 r. wypuszczono go na wolność. W 1944 r. powrócił do Paryża.